# 小行星9517
小行星9517（聂海胜星）是一顆小行星，以中国航天员聂海胜命名的。

## 歷史
- 小行星9517于1977年被发现，2005年后被发现者紫金山天文台申报命名为“聂海胜星”。